# Zakho FC
El Zakho SC (en árabe: نادي زاخو لكرة القدم) es un club deportivo de Irak con sede en la ciudad de Zakho. El club fue fundado en 1987 y desde el año 2003 juega en la Liga Premier de Irak.

## Historia
El Zakho FC fue fundado en el año 1987 en la ciudad de Zakho. Sus colores principales fueron el rojo y el blanco. El club adopta los siguientes deportes: Fútbol, baloncesto, voleibol, balonmano, lucha, peso, natación, Ajedrez, pista y campo. Inició jugando en la Tercera División de Irak, luego en la Temporada 1997-1998 ascendieron a la Segunda División de Irak y para la Temporada 2002-2003 ascendieron a la Liga Premier de Irak donde el equipo juega en la actualidad.

## Estadio
El Zakho Fútbol Club juega de local en el Zakho Stadium, estadio ubicado en la ciudad de Zakho y cuenta con una capacidad para 10.000 espectadores.

## Rivalidades
El máximo rival del Zakho FC es el Dohuk FC, con quien disputa el «Derbi de Duhok», uno de los mejores partidos de la Liga Premier de Irak.

## Uniforme
- Uniforme titular: Camiseta roja con una raya blanca en la parte superior, pantalón rojo, medias rojas.
- Uniforme alternativo: Camiseta, pantalón y medias negras.
- Tercer uniforme: Camiseta blanca con una raya vertical roja al lado izquierdo, pantalón y medias blancas.

## Jugadores

### Jugadores destacados
| - Khalid Mushir Ismael - Essam Yassin Abbas - Samer Saeed - Hawar Mulla Mohammed | - Noor Sabri - Léo Fortunato - Bovar Karim - Odir Flores |

## Palmarés

### Títulos nacionales
- Tercera División de Irak: 1997/1998
- Segunda División de Irak: 2002/2003